# Robinson R44
El Robinson R44 es un helicóptero civil construido por Robinson Helicopters. Basado en el helicóptero biplaza Robinson R22, el R44 dispone de mandos hidráulicos y capacidad para 4 personas. El R44 voló por primera vez el 31 de marzo de 1990, y recibió la certificación de la FAA en diciembre de 1992, con su primera entrega en febrero de 1993.
El R44 ha sido el helicóptero de aviación general (GA) más vendido del mundo cada año desde 1999. Es la aeronave GA más producida del siglo XXI, con 5.805 entregas entre 2000 y 2017.

## Diseño y desarrollo

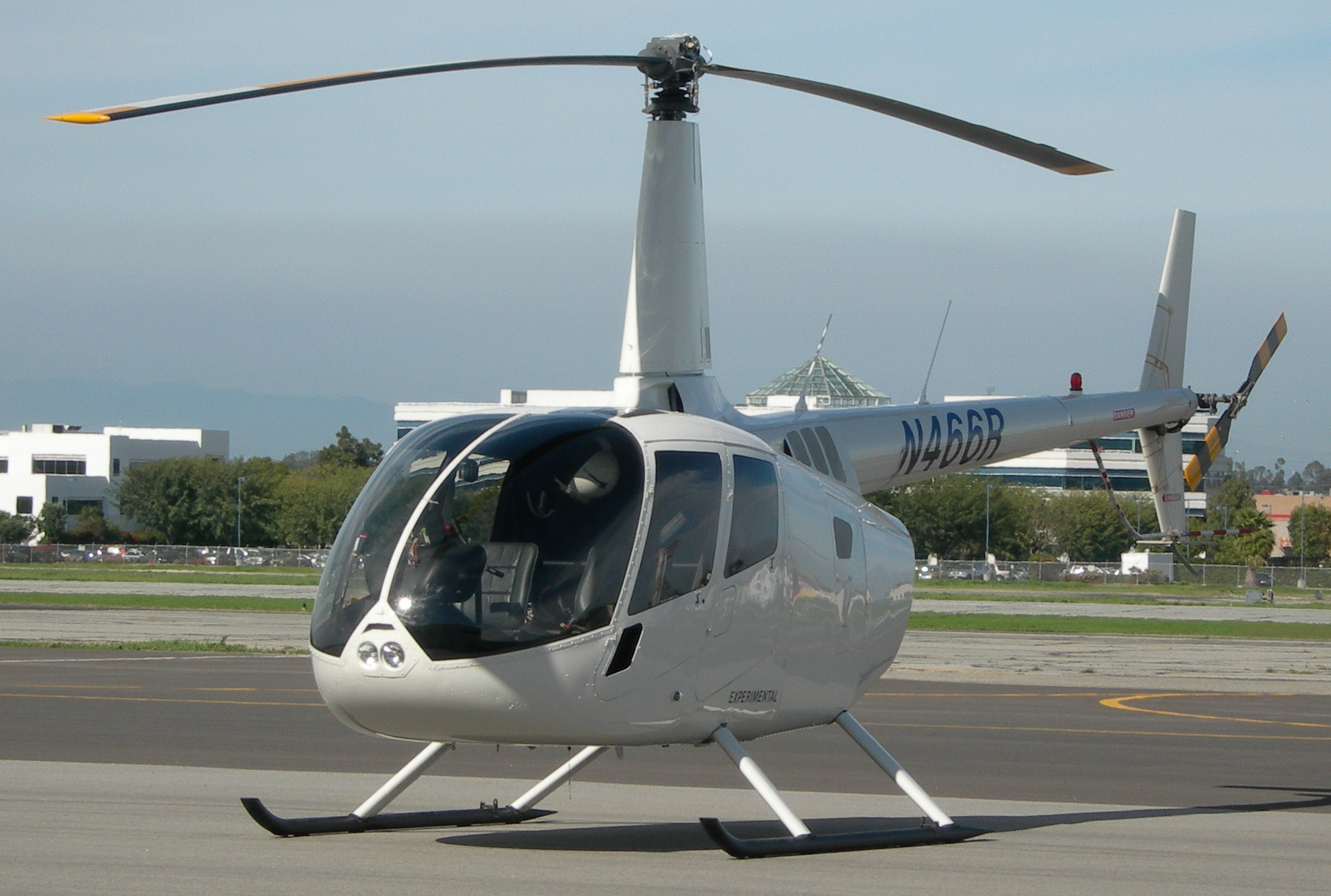
Robinson R66 en la fábrica de Robinson Helicopter Company

El R44 es un helicóptero monomotor con un rotor principal semirrígido de dos palas, un rotor de cola de dos palas y un tren de aterrizaje de patines. Tiene una cabina cerrada con dos filas de asientos contiguos para un piloto y tres pasajeros. La dirección de rotación del rotor de cola en el R44 es inversa a la del R22 para mejorar la autoridad de control de guiñada. En el R44 la cuchilla de avance está en la parte inferior.
Diseñado durante la década de 1980 por Frank Robinson y su equipo de ingenieros, el R44 voló por primera vez el 31 de marzo de 1990. El R44 Astro recibió el certificado de tipo FAA en diciembre de 1992, y las primeras entregas tuvieron lugar en enero de 1993. El primer Newscopter R44 con equipo electrónico de recolección de noticias a bordo fue entregado en 1998 En enero de 2000, Robinson introdujo el Raven con controles asistidos hidráulicamente y pedales ajustables. En julio de 2002, Robinson introdujo el Raven II con un motor de inyección de combustible más potente y palas más anchas, lo que permitió un mayor peso bruto y un mejor rendimiento en altitud.
En noviembre de 2015 Robinson anunció el Cadet, un Raven I con un compartimento de carga en lugar de los dos asientos traseros, un motor ligeramente menos potente y un silenciador más eficiente.

## Historia operacional
En 1997, un Robinson R44 fue piloteada por Jennifer Murray para realizar el primer vuelo de helicóptero circunvalando el mundo por una mujer, cubriendo una distancia de 57 940 km en 97 días. en 2014, un R44 alcanzó el récord de velocidad con motor a pistón de 227 km/h.

## Accidentes e incidentes
- El 6 de febrero de 2024 el expresidente de Chile Sebastián Piñera muere al estrellarse en el Lago Ranco el helicóptero matrícula CC-PHP de su propiedad y que pilotaba.[9]

## Usuarios

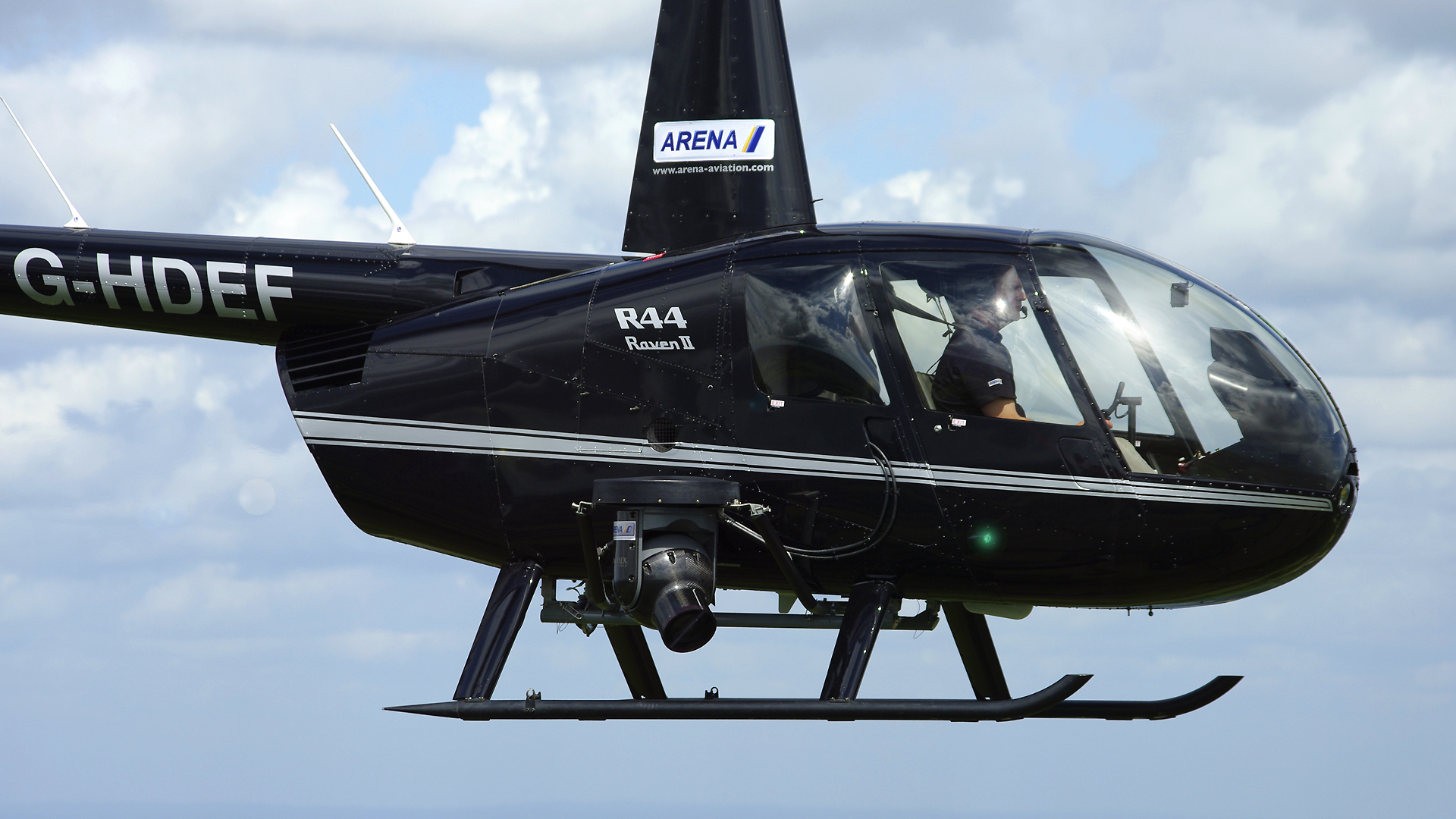
Un R44 Raven II con una cámara de Alta Definición.

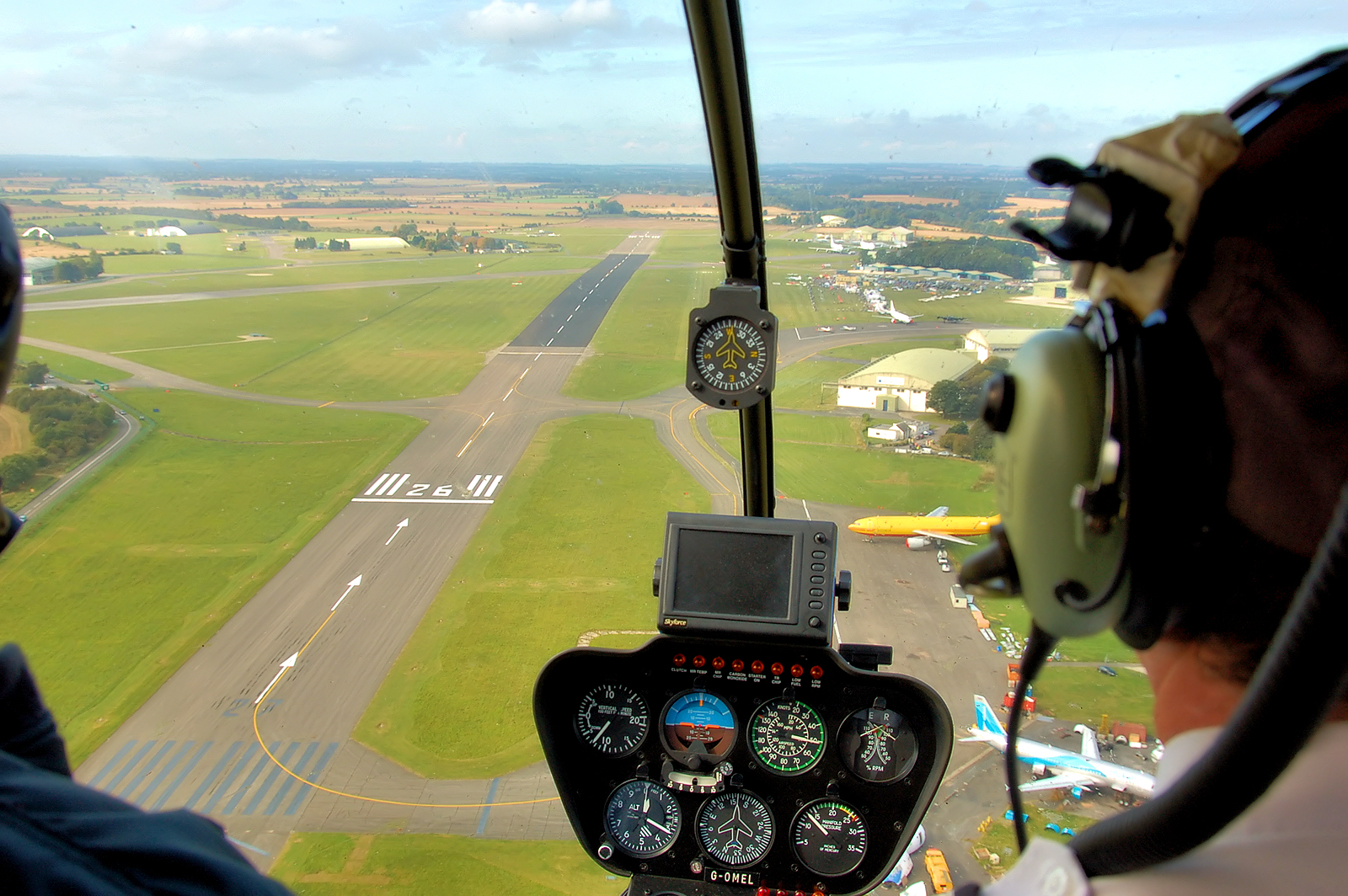
Vista desde un R44, mostrando parte de los instrumentos de vuelo.

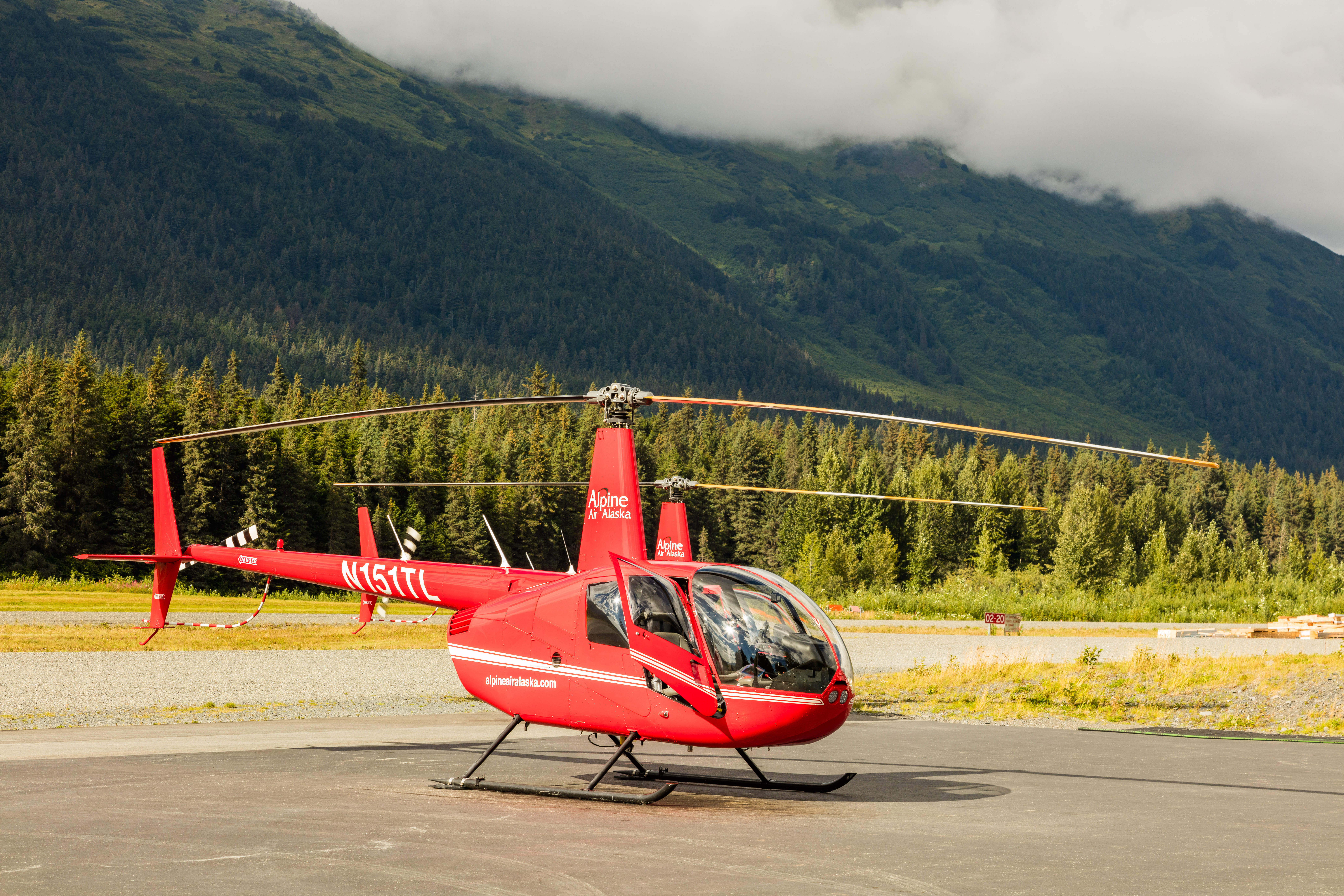
Helicóptero Robinson R44 en Portage, Alaska.

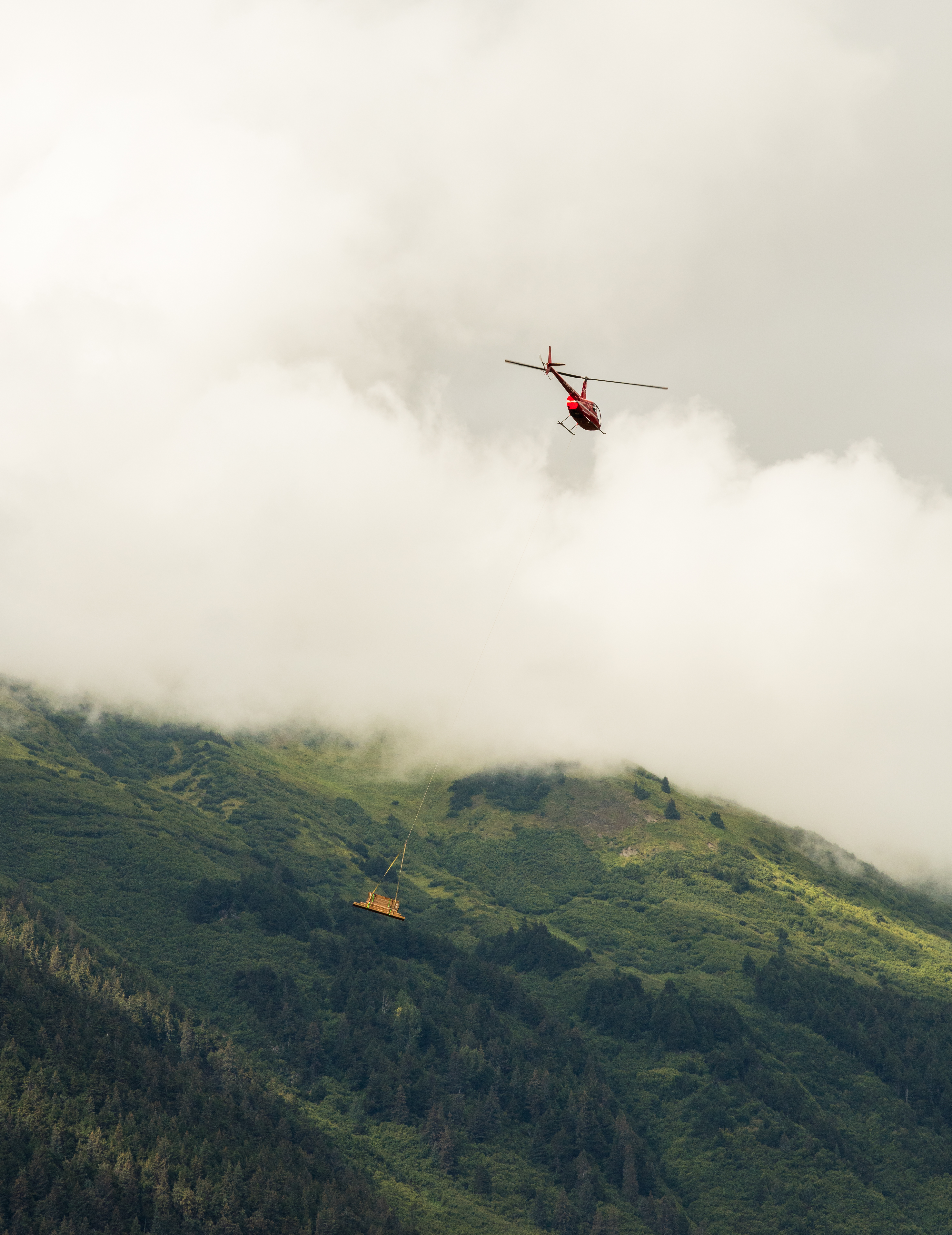
Robinson R44 con carga.

La aeronave es operada por diversas compañías, clubs de vuelo y usuarios particulares.

### Usuarios civiles
Bolivia
Bolivia Cuenta con dos helicópteros Raben ll R44
- HeliUshuaia (3)

 España
- Jesús Calleja

- Jay Kay

### Usuarios militares
Bolivia
- Fuerza Aérea Boliviana (Colegio Militar de Aviación/Grupo Aéreo de Entrenamiento "22")

Ejército de Bolivia 
 República Dominicana
- Ejército de la República Dominicana

 Estonia
- Fuerza Aérea Estonia

 Hungría
- Fuerza Aérea Húngara

 Líbano
- Fuerza Aérea Libanesa opera cuatro R44 Raven II

 Perú
- Ejército del Perú

### Usuarios policiales
Argentina
- Agencia Nacional de Seguridad Vial
- Policía Federal Argentina
- Gendarmería Nacional Argentina
- Protección Ciudadana del Municipio de Lanús

 Filipinas
- Policía Nacional

 Bolivia
- Policía Nacional de Bolivia en la ciudad de Santa Cruz de la Sierra

 Paraguay
- Policía Nacional

 Sudáfrica
- Servicio Policial de Sudáfrica

 El Salvador
- Cuerpo Nacional de Policía

 España
- Bescam, Comunidad de Madrid

 Uruguay
Unidad Aérea de la Policía Nacional - Ministerio de Interior

## Especificaciones
Referencia datos: Datos del manual de operaciones del piloto Robinson R44 Raven II y del manual de vuelo del helicóptero aprobado por la FAA, con fecha de 13 de junio de 2005.

### Características generales
- Tripulación: 1 o 2 pilotos
- Capacidad: 3 pasajeros
- Carga: 408 kg (899,2 lb)
- Longitud: 8,96 m (longitud con palas: 11,65 m)
- Diámetro rotor principal: 10,1
- Altura: 3,3
- Peso vacío: 657,7
- Peso cargado: 1 134
- Planta motriz: 1× Motor de 6 cilindros Lycoming IO-540-AE1A5.
  - Potencia: 183 kW (252 HP; 249 CV)
- Hélices: Rotor principal y de cola bipala
- Capacidad de combustible interna: 120 L
- Capacidad de combustible en tanques auxliares: 70 L

### Rendimiento
- Velocidad máxima operativa (Vno): 240 km/h (149 MPH; 130 kt)
- Velocidad crucero (Vc): 200 km/h (124 MPH; 108 kt)
- Alcance: 560 km (302 nmi; 348 mi)
- Techo de vuelo: 4300 m (14 108 ft)

### Helicópteros similares
- Bell 206
- Enstrom F-28
- MD Helicopters MD 500